# Piotr Szulkin
Piotr Szulkin (n. 26 aprilie 1950, Gdańsk, Polonia – d. 3 august 2018, Gdańsk, Polonia) a fost un regizor de film și scenarist polonez. Szulkin a primit premiul pentru cel mai bun regizor de filme SF la Eurocon 1984.

## Viață personală
El a fost fiul lui Paweł Szulkin (1911-1987), fizician polonez dintr-o familie evreiască asimilată (bunicii lui erau Idel Szulkin și Małka Frydzon). Unchiul său din partea tatălui a fost Michał Szulkin (1908-1992), istoric și publicist.
În 2013, Piotr Szulkin a solicitat ca în biografia sa din Polski Słownik Biograficzny (Dicționar biografic polonez) să fie eliminate informațiile despre originea evreiască a tatălui său, Paweł Szulkin. După ce Piotr Szulkin a dat în judecată Polski Słownik Biograficzny, în ianuarie 2014, Curtea Civilă din Cracovia, ca acțiune protectoare, a pus interdicție de un an la publicarea volumului Polski Słownik Biograficzny, inclusiv a biografiei lui Paweł Szulkin.

## Filmografie
În 1981 a realizat un film SF,  Wojna światów – następne stulecie (Războiul lumilor - secolul următor), bazat pe romanul Războiul lumilor de H. G. Wells. În 1985 a regizat un alt film SF, O-bi, o-ba: Koniec cywilizacji (O-Bi, O-Ba: Sfârșitul civilizației). Cele două filme, împreună cu un alt film SF (și de groază) al regizorului, Ga, Ga - Chwala bohaterom (Ga, Ga - Gloria eroilor) din 1986, au apărut într-un pachet de DVD-uri în 2003. Cele trei filme, împreună cu Golem (film  din 1979), au format o tetralogie a regizorului Piotr Szulkin de filme științifico-fantastice și de groază. 
Golem (1979) are loc într-un viitor post-apocaliptic, la câteva decenii după un dezastru nuclear, într-o lumea condusă de un sistem totalitar. Cercetătorii, sub ochii veșnici ai autorităților, încearcă să îmbunătățească omenirea prin efectuarea de experimente medicale pe unități care sunt „necorespunzătoare” din punct de vedere social.
Wojna światów – następne stulecie (1981) începe cu venirea unei civilizații mai avansate de pe Marte, care pretinde că are o atitudine prietenoasă față de Pământ. Locul vizitat de marțieni seamănă cu un stat polițienesc în care un rol imens îl joacă televiziunea, care este folosită ca instrument de propagandă.
O-bi, O-ba. Koniec cywilizacji (1984) are loc la un an după o catastrofa nucleară la nivel mondial, în prezent oamenii trăiesc într-un Dom izolat care se destramă. Singura lor speranță este o navă cunoscută sub numele de "Arca", despre care se spune că este pe cale să-i salveze; totuși existența navei este o legendă inventată de personajul principal, a cărui profesie este aceea de a asigura menținerea moralei.
Ga, Ga. Chwała bohaterom (1985) are loc în secolul al XXI-lea când omenirea a colonizat alte planete din sistemele stelare învecinate. Însă nimeni nu vrea să mai fie astronaut, pentru că este o profesie periculoasă. Prizonierii sunt cei trimiși în misiunile spațiale. Filmul prezintă soarta prizonierului-pilot Scope. 
Ca regizor
- 1975 Dziewce z ciortom
- 1977 Oczy uroczne
- 1978 Kobiety pracujące
- 1979 Golem
- 1981 Wojna światów – następne stulecie (The War of the Worlds: Next Century)
- 1984 O-Bi, O-Ba. Koniec cywilizacji
- 1985 Ga, Ga. Chwała bohaterom
- 1990 Femina
- 1993 Mięso (Ironica)
- 2003 Ubu Król

Ca scenarist
- 1972 Raz, dwa, trzy
- 1972 Wszystko
- 1974 Przed kamerą SBB
- 1975 Zespół SBB
- 1975 Narodziny
- 1976 Życie codzienne
- 1977 Oczy uroczne
- 1979 Golem
- 1981 Wojna światów - Następne stulecie
- 1984 O-Bi, O-Ba. Koniec cywilizacji
- 1985 Ga, Ga. Chwała bohaterom
- 1993 Mięso (Ironica)
- 2003 Ubu Król

## Legături externe
- Piotr Szulkin la CineMagia.ro
- Piotr Szulkin la Internet Movie Database

## Vezi și
- Științifico-fantasticul în Polonia
- Listă de regizori polonezi